# اینگه لیمان
اینگه لیمان ( دانمارکی : Inge Lehmann; ۱۳ مهٔ ۱۸۸۸ – ۲۱ فوریهٔ ۱۹۹۳) یک دانشمند زن و ژئو فیزیک‌دان اهل دانمارک بود. وی کسی است که هسته درونی زمین را کشف کرد.
اینگه لیمان در سال ۱۹۳۶ از روی داده‌های زلزله‌های موجود مطرح نمود که زمین دارای یک هسته داخلی با خصوصیات متفاوت از پوسته بیرونی است و هسته زمین فقط یک فضای مذاب نیست. زلزله شناسان که قادر به ارائه یک نظریه برای علت آرام شدن موج P در نقطه خاصی از عمق زمین نبودند به سرعت نظریه او را پذیرفتند.
در ۱۳ مه ۲۰۱۵، موتور جستجوی گوگل ۱۲۷مین سالگرد تولد اینگه لیمان را با تغییر لوگوی گوگل دودل صفحهٔ اصلی خود در اغلب کشورهای دنیا گرامی‌داشت.